# Flügelkopf-Hammerhai
Der Flügelkopf-Hammerhai (Eusphyra blochii) gehört zur Familie der Hammerhaie (Sphyrnidae). Bei dieser Hammerhaiart ist besonders die sehr ausgeprägte Verbreiterung des Kopfes, das Cephalofoil auffällig, da dessen Ausdehnung etwa der halben Körperlänge entspricht.

## Körperbau
Der Flügelkopf-Hammerhai gehört zu den vergleichsweise kleinen Arten der Hammerhaie mit einer maximalen Körperlänge von 186 Zentimeter, wobei die durchschnittliche Länge bei etwa 120 und 140 Zentimetern liegt. Er zeichnet sich durch ein besonders breit ausgeprägtes Cephalofoil aus, das mit einer Breite von 40 bis 50 Prozent der Körperlänge deutlich breiter angelegt ist als bei allen anderen Hammerhaien. Es ist zudem sehr schmal und besitzt an der Vorderseite stark vergrößerte Nasenlöcher, bei denen der Abstand die 1,1- bis 1,3-fache Länge des Nasenlochdurchmessers ausmacht während dieser bei allen anderen Arten die 7- bis 14-fache Länge des Nasenlochdurchmessers beträgt. Die Augen befinden sich seitlich am Ende des Cephalofoil und sind rund oder fast rund ausgebildet.
Die vordere Rückenflosse setzt über der Basis der Brustflossen an und liegt damit etwas weiter vorn als bei anderen Hammerhaien.

## Verbreitung

Verbreitungsgebiete des Flügelkopf-Hammerhais

Der Flügelkopf-Hammerhai findet sich in tropischen Gewässern des Pazifischen Ozeans und des Indischen Ozeans (zwischen den Breitengraden 31° N und 20° S) vorwiegend in Küstennähe der Festlandsockel. Das Verbreitungsgebiet reicht vom Persischen Golf über die gesamte südasiatische Küste des Indischen Ozeans bis Nordchina und Japan sowie den gesamten indopazifischen Raum Südostasiens bis zur Nordküste Australiens.

## Fortpflanzung
Der Flügelkopf-Hammerhai ist lebendgebärend (ovovivipar). Der Nachwuchs wächst im Uterus des Muttertieres heran und ernährt sich bis zur Geburt über eine Dottersack-Plazenta. Die Tragzeit beträgt etwa 11 Monate, Die Weibchen gebären dann zwischen sechs und neun Jungtiere. Zwischen tragenden weiblichen Haien wurden Rivalenkämpfe beobachtet. Da sich der Hai bereits als Jungtier durch einen extrem breiten Kopf auszeichnet, liegen die beiden Kopfflügel vorgeburtlich dem Körper an und entfalten sich erst nach der Geburt.

## Systematik
Ursprünglich wurde angenommen, dass sich die Verbreiterung des Kopfes schrittweise entwickelte, wobei der Spatennasenhai (Scoliodon laticaudus) innerhalb der Requiemhaie als Schwesterart zu den Hammerhaien betrachtet wurde. Nach dieser Vorstellung stellte der Schaufelnasen-Hammerhai die ursprünglichste Art der Hammerhaie dar, während der Flügelkopf-Hammerhai mit seinem sehr stark ausladenden Cephalofoil als stark abgeleitete Art betrachtet wurde.
Auf der Basis phylogenetischer Untersuchungen von morphologischen sowie molekularbiologischen Merkmalen (Isoenzyme und mitochondriale DNA) konnte jedoch nachgewiesen werden, dass der Flügelkopf-Hammerhai die ursprünglichste Art innerhalb der Hammerhaie darstellt und innerhalb der Gattung Sphyrna die Arten mit einem sehr groß ausgebildeten Cephalofoil (Großer Hammerhai, Glatter Hammerhai und Bogenstirn-Hammerhai) als besonders ursprünglich anzusehen sind. Die Position der Arten mit besonders ausladendem Cephalofoil konnte auch durch weitere Untersuchungen im Jahr 2010 bestätigt werden.
Dies deutet darauf hin, dass innerhalb der Hammerhaie die großen Arten mit einem großen Cephalofoil den ursprünglichen Zustand darstellen und sich die kleineren Arten mit den schmaleren Köpfen von diesen ableiten. Bezüglich der Körpergröße schließen Lim et al. 2010 aufgrund ihrer Verwandtschaftshypothese und der Verbreitung der Arten, dass die ursprünglichsten Hammerhaie große Arten waren, von denen sich sowohl der kleinere Flügelkopf-Hammerhai als auch die kleineren Sphyrna-Arten ableiten.

## Gefährdung
Der Flügelkopf-Hammerhai wird in der Roten Liste der IUCN seit 2016 als Endangered (stark gefährdet) eingestuft.